# はえ座ガンマ星
はえ座γ星（はえざガンマせい、γ Muscae、γ Mus）は、はえ座の連星である。見かけの等級は3.84と、肉眼でもみえる明るさである。年周視差に基づいて太陽からの距離を計算すると、およそ380光年である。

## 特徴
はえ座γ星は、青白く輝くB型主系列星で、スペクトル型はB5 Vと分類されている。弱ヘリウム星とも言われるが、HARPSの観測ではヘリウムを含めて太陽組成でスペクトルをよく再現するため、確証はないとされる。
はえ座γ星は当初、さそり座・ケンタウルス座OBアソシエーションの一員と考えられていたが、固有運動を詳しく調べると、アソシエーションに属する恒星の運動とは大きく食い違う部分があり、アソシエーションには含まれないと考えられるようになっている。

### 変光

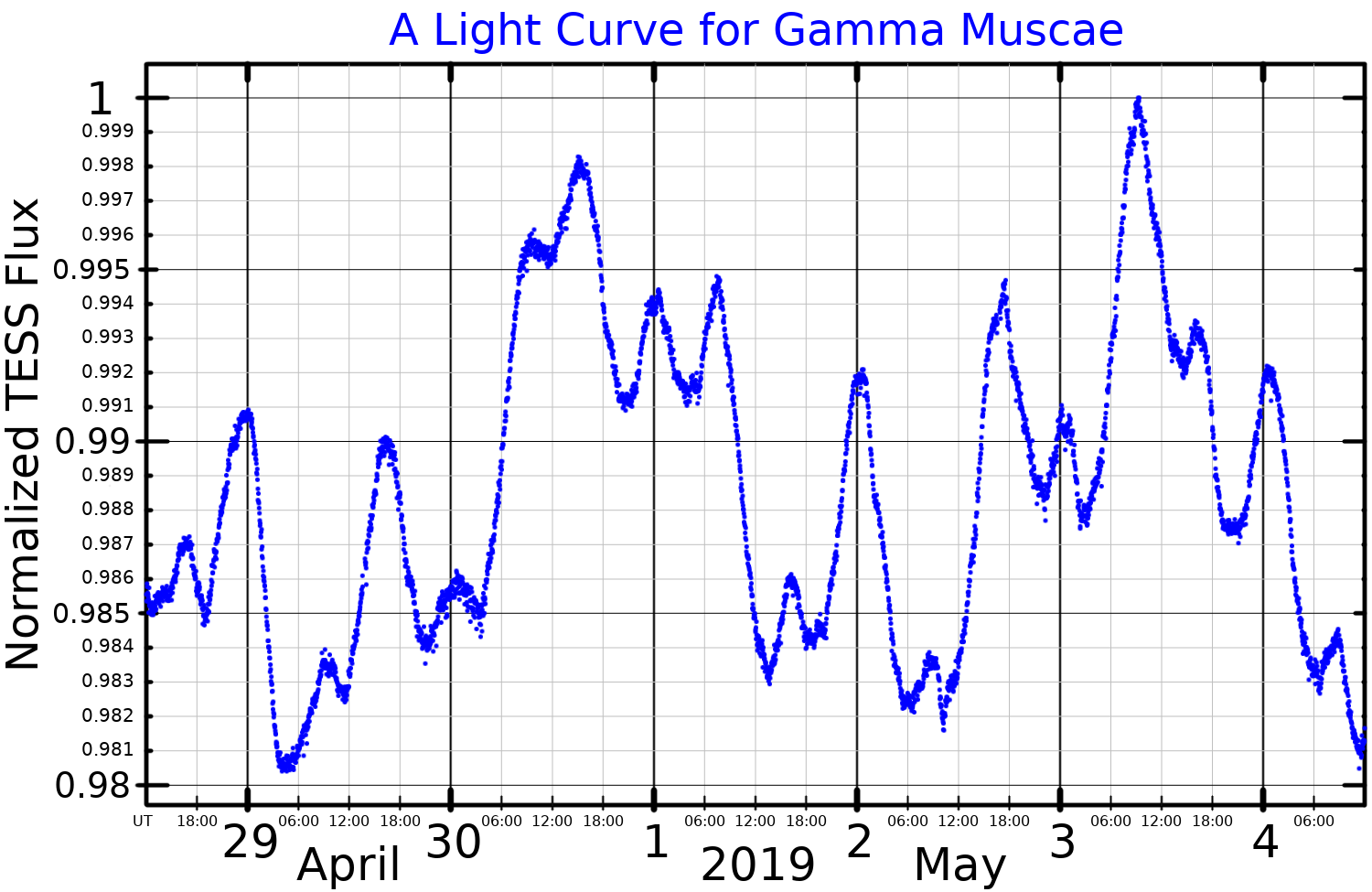
TESS衛星の観測を基にした、はえ座γ星の光度曲線。

ヒッパルコス衛星の観測から、はえ座γ星はわずかに変光していることが確認された。変光周期として最も可能性が大きいのは、2.73日周期であり、変光の振幅は5ミリ等級と見積もられた。その特性から、はえ座γ星は「ゆっくり脈動するB型星」（SPB星）に分類され、変光星総合カタログでは長周期（1日以上）で脈動するB型星であるLPB型に分類されている。

### 星系
はえ座γ星は、自転速度がおよそ180 km/sと非常に速く、スペクトル線は幅が大きく広がっているが、同時に幅が狭くとても強い金属線が存在することから、自転速度がずっと遅いもう一つの恒星が存在するとわかり、分光連星とみなされるようになった。見つかった伴星は、自転速度が12 km/s程度で、温度も主星より低い。7夜観測して、視線速度の変化がみられなかったことから、7日よりかなり長い公転周期であると考えられる。
伴星のスペクトルは、金属線が強い一方で、水素の線は目立たないので、化学特異星であると予想される。また、はえ座γ星からは磁場が検出されており、分光偏光観測によってゼーマン効果の特徴を調べると、伴星のスペクトル線だけに付随していることから、磁場を示すのは伴星の方で、伴星は磁場を持つ特異星「mCP星」であることがわかる。また、磁場は周期的に変動しており、この変動は伴星の自転に関係があると考えられる。その変動周期は2.84日で、ヒッパルコスが発見した変光周期ととても近いので、変光のしくみが主星の脈動ではなく、伴星の自転によるものだとする説も提唱されている。
主星と伴星のスペクトル線は混ざり合っているため、分光学的に恒星の物理量を求めるには困難を伴うが、推定された値は、主星の表面の有効温度が17,000 K、半径が太陽の2.9倍、光度が太陽の630倍、伴星の表面の有効温度が12,000 K、半径が太陽の2.6倍、光度が太陽の130倍、というものである。